# Laysanalbatros
En laysanalbatros (Phoebastria immutabilis) er en stor havfugl, som lever i Stillehavet. Denne lille (for dens familie) mågelignende albatros er den næstmest almindelige havfugl på Hawaii med en estimeret population på 2,5 millioner fugle.
| Fugl | Spire Denne artikel om fugle er en spire som bør udbygges. Du er velkommen til at hjælpe Wikipedia ved at udvide den. |